# Ernst Frederik III van Saksen-Hildburghausen
Ernst Frederik III Karel van Saksen-Hildburghausen (Königsberg, 10 juni 1727 - Seidingstadt, 23 september 1780) was van 1745 tot aan zijn dood hertog van Saksen-Hildburghausen. Hij behoorde tot de Ernestijnse linie van het huis Wettin.

## Levensloop
Ernst Frederik III was de oudste zoon van hertog Ernst Frederik II van Saksen-Hildburghausen en diens echtgenote Carolina, dochter van graaf Filips Karel van Erbach-Fürstenau. Na de dood van zijn vader in 1745 erfde hij het hertogdom Saksen-Hildburghausen. Wegens zijn minderjarigheid stond hij tot in 1748 onder het regentschap van zijn moeder. In 1744 werd hij reeds op 17-jarige leeftijd door keurvorst Karel Theodoor van de Palts toegelaten tot de Hubertusorde en in 1746 kreeg hij van koning August III van Polen het lidmaatschap van de Orde van de Witte Adelaar verleend.
Ernst Frederik stond bij zijn tijdgenoten bekend als intelligent, talentvol en geïnteresseerd in kunsten en wetenschappen, maar werd ook beschouwd als een van de mooiste vorsten van zijn tijd. In de stad Hildburghausen stichtte hij een nieuwe bibliotheek en in 1748 verwierf hij het landgoed en het Slot van Hellingen, die hij als apanage toewees aan zijn oom Lodewijk Frederik van Saksen-Hildburghausen. In 1750 liet hij het oude Balhuis omvormen tot hoftheater, waar hij gratis voorstellingen liet spelen. Ook liet hij vanaf 1755 de Waisenkerk van Hildburghausen bouwen. Het jaar daarna probeerde hij het proces tegen het hertogdom Saksen-Meiningen om de andere helft van het ambt Schalkau te versnellen, maar toch duurde het nog tot in 1789 dat er een einde kwam aan de zaak.
Nadat er bij Brattendorf zilver werd ontdekt, maakte Ernst Frederik III in 1757 gebruikt van de Muntregel, wat hem echter een klacht opleverde van de Rijksfiscus. Naar verluidt was de kwaliteit van de munten zodanig slecht dat ze bij aflevering al zwart geworden waren en weer omgesmolten moesten worden. De hertog liet de munthuizen over aan zijn broer Eugenius en vanaf 1760 hield hij zich bezig met alchemie. Hij werkte daarbij hoogstpersoonlijk en kostenintensief in de kelder van het Slot van Hildburghausen aan experimenten om de Steen der Wijzen te ontdekken.
De buitensporige spilzuchtigheid en overdreven hoofse en militaire pracht en praal zorgden ervoor dat zijn hertogdom in 1769 bijna bankroet was. Keizer Jozef II stelde vervolgens een debetcommissie aan onder leiding van Charlotte Amalia van Hessen-Philippsthal, de weduwe van hertog Anton Ulrich van Saksen-Meiningen, zijn broer Eugenius en zijn grootoom Jozef Frederik van Saksen-Hildburghausen om de vorderingen van schuldeisers te onderzoeken en de inkomsten en uitgaven te regelen. De financiële situatie in het hertogdom was zodanig slecht, dat zelfs de 35 jaar bestaande debetcommissie er niet in slaagde de situatie volledig op te lossen.
Na de grote brand van de stad Hildburghausen in augustus 1779 vestigde Ernst Frederik III zich definitief in zijn nevenresidentie, het jachtslot van Seidingstadt. Het was daar dat hij in september 1780 op 53-jarige leeftijd stierf.

## Huwelijken en nakomelingen
Op 1 oktober 1749 huwde Ernst Frederik III in Hirschholm met zijn eerste echtgenote Louise (1726-1756), dochter van koning Christiaan VI van Denemarken. Ze kregen een dochter:
- Frederika Sophia Juliana Carolina (1755-1756)

Op 20 januari 1757 huwde hij in Kopenhagen met zijn tweede echtgenote Christiana Sophia Charlotte (1733-1757), dochter van markgraaf Frederik Christiaan van Brandenburg-Bayreuth, die hetzelfde jaar nog in het kinderbed stierf. Ze kregen een dochter:
- Frederika Sophia Juliana Carolina (1757-1757)

Op 1 juli 1758 huwde hij in Bayreuth met zijn derde echtgenote Ernestina Augusta (1740-1786), dochter van hertog Ernst August I van Saksen-Weimar-Eisenach. Ze kregen drie kinderen:
- Ernestina Frederica Sophia (1760-1776), huwde in 1776 met hertog Frans van Saksen-Coburg-Saalfeld
- Christiana Sophia Carolina (1761-1790), huwde in 1778 met prins Eugenius van Saksen-Hildburghausen
- Frederik (1763-1834), hertog van Saksen-Hildburghausen en daarna hertog van Saksen-Altenburg